# Salvador Galmés i Sanxo
Salvador Galmés i Sanxo (Sant Llorenç des Cardassar, Mallorca, 9 de març de 1876 - Sant Llorenç des Cardassar, Mallorca, 25 d'abril de 1951) fou un narrador, erudit i lul·lista mallorquí.
Durant la seva vida escriu nombroses narracions breus -que anomena contarelles- que apareixen a la premsa escrita mallorquina i catalana, amb les que guanya el Premi Extraordinari dels Jocs Florals de Barcelona en dues ocasions, per Negrures (1908) i La Dida (1923). Publica una sola novel·la, Flor de card (1911), emmarcada dins la tradició del naturalisme rural. Després de la seva mort s'inicia la recuperació d'algunes de les contarelles en títols com Novel·letes rurals, Quadrets i pinzellades i La dida i altres narracions, un procés de recuperació que es tanca definitivament amb la publicació dels quatre volums de les seves Obres completes.
Manté una llarga disputa amb Antoni Maria Alcover que el distreu de la tasca intel·lectual durant alguns anys. Com a lul·lista transcriu i prologa, pràcticament tot sol, els volums V-XX de les Obres de Ramon Llull, editades per la Comissió Editora Lul·liana. També escriu nombrosos articles, ressenyes i conferències sobre temes lul·lístics, i els excel·lents estudis Vida Compendiosa del Beat Ramon Llull (1915) i Dinamisme de Ramon Llull (1935).
Des de 1945 fou membre corresponent de la Secció Filològica de l'Institut d'Estudis Catalans.

## Obra
- Flor de card (1911)
- Vida compendiosa del beat Ramon Llull (1915)
- Dinamisme de Ramon Llull (1935)
- Novel·letes rurals (1953) (pòstuma)
- Quadrets i pinzellades (1956) (pòstuma)
- La dida i altres narracions (1976) (pòstuma)
- Narracions (1976) (pòstuma)
- Escrits sobre Ramon Llull (1990) (pòstuma)

Obres presentades als Jocs Florals de Barcelona
- Negrures (1908), premi de la Copa Artística
- Entre els dos mons (1911), accèssit a premi
- Somnis trencats (1912), 1r accèssit a la Copa Artística
- La dida (1922[2] i 1923), premi de la Copa Artística el 1923
- El fill de l'Aire i de la Mar (1932)[3]

## Obres completes
- Narrativa I (1992)
- Narrativa II (1994)
- Lul·lisme (1997)
- Articles, pròlegs i altres treballs. Epistolari (2001)

## Traduccions
- «D'agricultura» de Cató (1927)
- «Del camp» de Marc Terenci Varró (1928)
- «De l'orador» de Ciceró (1929-1933)[4]

## Biografia
- ROSSELLÓ BOVER, Pere. L'obra de Salvador Galmés i Sanxo (1876-1951). L'Abadia de Montserrat, 1988 - 341 pàgines
- Maria Rosa Llabrés, "Salvador Galmés i Sanxo (1876-1951)" en La nissaga catalana del món clàssic, Barcelona, Auriga, 2011, p. 227-228